# Augusta van Hannover

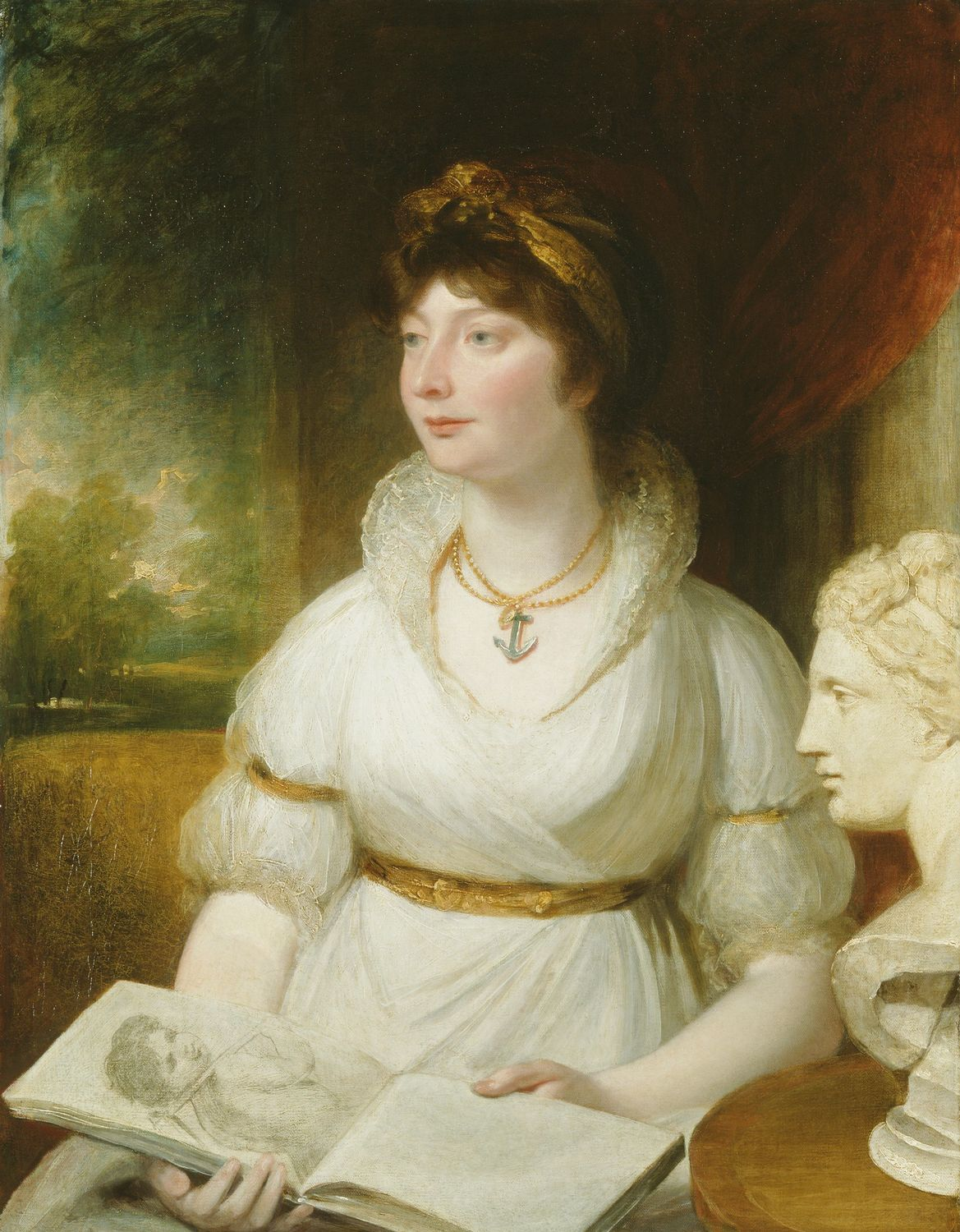
Augusta Sophia van Hannover

Augusta Sophia van Hannover (Buckingham House, 8 november 1768 — Clarence House, 22 september 1840) was het zesde kind en de tweede dochter van George III van het Verenigd Koninkrijk en van Charlotte van Mecklenburg-Strelitz. 
Zij werd geboren te Buckingham House (Buckingham Palace), Londen. Zij bleef ongehuwd en was Prinses van het Verenigd Koninkrijk, Ierland en Hannover. Augusta had muzikaal talent en componeerde in 1791 de mars Royal Windsor voor de militaire muziekkapel van het 29e Regiment (Worcestershire) dat gestationeerd was op Windsor. 
Ze stierf in Clarence House, St. James, Londen en werd begraven in de St. George's Kapel te Windsor.
- Biblioteca Nacional de España: XX5430431
- Gemeinsame Normdatei: 122426746
- International Standard Name Identifier: 0000 0000 5488 4228
- Library of Congress Control Number: n2005047985
- Nationale Bibliotheek van Israël: 987007294353705171
- Nationale Bibliotheek van Polen: a0000002816146
- SNAC: w6qg8p7m
- Virtual International Authority File: 3353815
- WorldCat: E39PBJjhyRWQVJJbJJ8cpyXKh3